# 2021–2022-es angol labdarúgó-bajnokság (első osztály)
A  2021-2022-es Premier League a Premier League 30. szezonja, összességében a 123. profi angol bajnoki szezon, amelyben a Manchester City lett a bajnok. A harmadik szezon lesz, amelyben felhasználják a VAR technológiát és a második, amelyben lesz téli szünet februárban. A Manchester City volt címvédő is, az előző szezonban ötödik Premier League-címüket nyerték el.
A szezonban tulajdonost váltott a Newcastle United FC, miután megvásárolta a csapatot a Szaúd-arábiai Public Investment Fund, illetve a Southampton FC is, amely csapatot a Sport Republic befektetési csoport vett meg.
2021 decemberében több klubban, többek között a Manchester United és a Tottenham Hotspur csapataiban is elkezdett terjedni a Covid19-vírus, amelynek következtében több mérkőzést is elhalasztottak. December 20-án összegyűlt a 20 csapat, hogy beszéljenek a szezon elhalasztásáról. Itt megegyeztek, hogy amikor lehetséges és biztonságosnak tartják, le fogják játszani a meccseket. A kluboknak azt mondták, hogy ha van 13 játékosuk és plusz egy kapusuk, akkor ki kell állniuk a pályára.

## Csapatok

### Csapatváltozások
| Feljutott az első osztályba | Kiesett a másodosztályba |
| --------------------------- | ------------------------ |
| Brentford                   | Fulham                   |
| Norwich City                | Sheffield United         |
| Watford                     | West Bromwich Albion     |

### Stadionok és adatok
| Csapat                  | Hely                              | Stadion                      | Befogadóképesség |
| ----------------------- | --------------------------------- | ---------------------------- | ---------------- |
| Arsenal                 | London (Holloway)                 | Emirates Stadion             | 60 704           |
| Aston Villa             | Birmingham                        | Villa Park                   | 42 682           |
| Brentford               | London (Brentford)                | Brentfordi Közösségi Stadion | 17 250           |
| Brighton & Hove Albion  | Brighton                          | Falmer Stadion               | 30 750           |
| Burnley                 | Burnley                           | Turf Moor                    | 21 944           |
| Chelsea                 | London (Fulham)                   | Stamford Bridge              | 40 834           |
| Crystal Palace          | London (Selhurst)                 | Selhurst Park                | 25 486           |
| Everton                 | Liverpool (Walton)                | Goodison Park                | 39 414           |
| Leeds United            | Leeds                             | Elland Road                  | 37 792           |
| Leicester City          | Leicester                         | King Power Stadion           | 32 312           |
| Liverpool               | Liverpool (Anfield)               | Anfield                      | 53 394           |
| Manchester City         | Manchester                        | Etihad Stadion               | 55 017           |
| Manchester United       | Greater Manchester (Old Trafford) | Old Trafford                 | 74 140           |
| Newcastle United        | Newcastle upon Tyne               | St James' Park               | 52 305           |
| Norwich City            | Norwich                           | Carrow Road                  | 27 244           |
| Southampton             | Southampton                       | St Mary Stadion              | 32 384           |
| Tottenham Hotspur       | London (Tottenham)                | Tottenham Hotspur Stadion    | 62 303           |
| Watford                 | Watford                           | Vicarage Road                | 22 200           |
| West Ham United         | London (Stratford)                | London Stadion               | 60 000           |
| Wolverhampton Wanderers | Wolverhampton                     | Molineux Stadion             | 32 050           |

### Áttekintés
| Csapat                  | Menedzser                  | Csapatkapitány      | Mezgyártó | Szponzor (mellkas) | Szponzor (kar) |
| ----------------------- | -------------------------- | ------------------- | --------- | ------------------ | -------------- |
| Arsenal                 | Mikel Arteta               | Alexandre Lacazette | Adidas    | Emirates           | Visit Rwanda   |
| Aston Villa             | Steven Gerrard             | Tyrone Mings        | Kappa     | Cazoo              | OB Sports      |
| Brentford               | Thomas Frank               | Pontus Jansson      | Umbro     | Hollywoodbets      | Safetyculture  |
| Brighton & Hove Albion  | Graham Potter              | Lewis Dunk          | Nike      | American Express   | SnickersUK.com |
| Burnley                 | Ben Mee (megbízott)        | Ben Mee             | Umbro     | Spreadex Sports    | AstroPay       |
| Chelsea                 | Thomas Tuchel              | César Azpilicueta   | Nike      | Three              | Hyundai        |
| Crystal Palace          | Patrick Vieira             | Luka Milivojević    | Puma      | W88                | Facebank       |
| Everton                 | Frank Lampard              | Séamus Coleman      | Hummel    | Cazoo              | Nincs          |
| Leeds United            | Jesse Marsch               | Liam Cooper         | Adidas    | SBOTOP             | BOXT           |
| Leicester City          | Brendan Rodgers            | Kasper Schmeichel   | Adidas    | FBS                | Bia Saigon     |
| Liverpool               | Jürgen Klopp               | Jordan Henderson    | Nike      | Standard Chartered | Expedia        |
| Manchester City         | Pep Guardiola              | Fernandinho         | Puma      | Etihad Airways     | Nexen Tire     |
| Manchester United       | Ralf Rangnick (ideiglenes) | Harry Maguire       | Adidas    | TeamViewer         | Kohler         |
| Newcastle United        | Eddie Howe                 | Jamaal Lascelles    | Puma      | FUN88              | Kayak          |
| Norwich City            | Dean Smith                 | Grant Hanley        | Erreà     | Lotus Cars         | JD Sports      |
| Southampton             | Ralph Hasenhüttl           | James Ward-Prowse   | Hummel    | Sportsbet.io       | Virgin Media   |
| Tottenham Hotspur       | Antonio Conte              | Hugo Lloris         | Nike      | AIA                | Cinch          |
| Watford                 | Roy Hodgson                | Nincs kinevezve     | Kelme     | Stake.com          | Dogecoin       |
| West Ham United         | David Moyes                | Mark Noble          | Umbro     | Betway             | Scope Markets  |
| Wolverhampton Wanderers | Bruno Lage                 | Conor Coady         | Castore   | ManBetX            | Bitci.com      |

1. ↑  Pierre-Emerick Aubameyang volt a klub csapatkapitánya 2021. december 14-ig, mielőtt elvették volna tőle viselkedése miatt, majd a csapat felbontotta szerződését február 1-én. Alexandre Lacazette volt ez alatt az időszak alatt a de facto kapitány, mielőtt véglegesen is kinevezték volna.
2. ↑  Sean Dyche kirúgása után a Burnley csapatkapitányát kérték fel, hogy vezesse a csapatot a hétvégi bajnokin.
3. ↑  Troy Deeney volt a csapatkapitány a szezon kezdetén, de elhagyta a csapatot augusztus 30-án. Hivatalosan nem nevezték még ki utódját, de a de facto kapitány Moussa Sissoko.

### Menedzseri változások
| Csapat                  | Távozó                  | Indok                      | Távozás dátuma     | Klub helyezése       | Érkező                                                               | Kinevezés dátuma   |
| ----------------------- | ----------------------- | -------------------------- | ------------------ | -------------------- | -------------------------------------------------------------------- | ------------------ |
| Tottenham Hotspur       | Ryan Mason (megbízott)  | Lejárt szerződés           | 2021. május 24.    | Szezon kezdete előtt | Nuno Espírito Santo                                                  | 2021. június 30.   |
| Crystal Palace          | Roy Hodgson             | Visszavonult               | 2021. május 24.    | Szezon kezdete előtt | Patrick Vieira                                                       | 2021. július 4.    |
| Wolverhampton Wanderers | Nuno Espírito Santo     | Közös megegyezés           | 2021. május 24.    | Szezon kezdete előtt | Bruno Lage                                                           | 2021. június 9.    |
| Everton                 | Carlo Ancelotti         | Szerződtette a Real Madrid | 2021. június 1.    | Szezon kezdete előtt | Rafa Benitez                                                         | 2021. június 30.   |
| Watford                 | Xisco Muñoz             | Kirúgva                    | 2021. október 3.   | 14.                  | Claudio Ranieri                                                      | 2021. október 4.   |
| Newcastle United        | Steve Bruce             | Közös megegyezés           | 2021. október 20.  | 19.                  | Graeme Jones (megb.)                                                 | 2021. október 20.  |
| Tottenham Hotspur       | Nuno Espírito Santo     | Kirúgva                    | 2021. november 1.  | 8.                   | Antonio Conte                                                        | 2021. november 2.  |
| Norwich City            | Daniel Farke            | Kirúgva                    | 2021. november 6.  | 20.                  | Dean Smith                                                           | 2021. november 15. |
| Aston Villa             | Dean Smith              | Kirúgva                    | 2021. november 7.  | 15.                  | Steven Gerrard                                                       | 2021. november 11. |
| Newcastle United        | Graeme Jones (megb.)    | Megbízott kinevezés vége   | 2021. november 8.  | 19.                  | Eddie Howe                                                           | 2021. november 8.  |
| Manchester United       | Ole Gunnar Solskjær     | Közös megegyezés           | 2021. november 21. | 7.                   | Michael Carrick (megb.)                                              | 2021. november 21. |
| Manchester United       | Michael Carrick (megb.) | Lemondott                  | 2021. december 2.  | 7.                   | Ralf Rangnick (ideiglenes)                                           | 2021. december 2.  |
| Everton                 | Rafael Benítez          | Kirúgva                    | 2022. január 16.   | 15.                  | Duncan Ferguson (megb.)                                              | 2022. január 18.   |
| Watford                 | Claudio Ranieri         | Kirúgva                    | 2022. január 24.   | 18.                  | Roy Hodgson                                                          | 2022. január 25.   |
| Everton                 | Duncan Ferguson (megb.) | Megbízott kinevezés vége   | 2022. január 31.   | 16.                  | Frank Lampard                                                        | 2022. január 31.   |
| Leeds United            | Marcelo Bielsa          | Kirúgva                    | 2022. február 27.  | 16.                  | Jesse Marsch                                                         | 2022. február 28.  |
| Burnley                 | Sean Dyche              | Kirúgva                    | 2022. április 15.  | 18.                  | Ben Mee (megbízott) Mike Jackson (megbízott) Connor King (megbízott) | 2022. április 15.  |

## Tabella
| Hely. | Csapat                  | M  | Gy | D  | V  | G+ | G– | Gk  | P  | Továbbjutás vagy kiesés            |
| ----- | ----------------------- | -- | -- | -- | -- | -- | -- | --- | -- | ---------------------------------- |
| 1.    | Manchester City CV (B)  | 38 | 29 | 6  | 3  | 99 | 26 | +73 | 93 | Bajnokok Ligája-csoportkör         |
| 2.    | Liverpool               | 38 | 28 | 8  | 2  | 94 | 26 | +68 | 92 | Bajnokok Ligája-csoportkör         |
| 3.    | Chelsea                 | 38 | 21 | 11 | 6  | 76 | 33 | +43 | 74 | Bajnokok Ligája-csoportkör         |
| 4.    | Tottenham Hotspur       | 38 | 22 | 5  | 11 | 69 | 40 | +29 | 71 | Bajnokok Ligája-csoportkör         |
| 5.    | Arsenal                 | 38 | 22 | 3  | 13 | 61 | 48 | +13 | 69 | Európa-liga-csoportkör             |
| 6.    | Manchester United       | 38 | 16 | 10 | 12 | 57 | 57 | 0   | 58 | Európa-liga-csoportkör             |
| 7.    | West Ham United         | 38 | 16 | 8  | 14 | 60 | 51 | +9  | 56 | Európa Konferencia Liga, rájátszás |
| 8.    | Brighton & Hove Albion  | 38 | 12 | 15 | 11 | 42 | 44 | −2  | 51 |                                    |
| 9.    | Wolverhampton Wanderers | 38 | 15 | 6  | 17 | 38 | 43 | −5  | 51 |                                    |
| 10.   | Leicester City          | 38 | 14 | 10 | 14 | 62 | 59 | +3  | 52 |                                    |
| 11.   | Brentford Ú             | 38 | 13 | 7  | 18 | 48 | 56 | −8  | 46 |                                    |
| 12.   | Newcastle United        | 38 | 13 | 10 | 15 | 44 | 62 | −18 | 49 |                                    |
| 13.   | Crystal Palace          | 38 | 11 | 15 | 12 | 49 | 46 | +3  | 48 |                                    |
| 14.   | Aston Villa             | 38 | 13 | 6  | 19 | 52 | 54 | −2  | 45 |                                    |
| 15.   | Southampton             | 38 | 9  | 13 | 16 | 43 | 67 | −24 | 40 |                                    |
| 16.   | Everton                 | 38 | 11 | 6  | 21 | 43 | 66 | −23 | 39 |                                    |
| 17.   | Leeds United            | 38 | 9  | 11 | 18 | 42 | 79 | −37 | 38 |                                    |
| 18.   | Burnley (K)             | 38 | 7  | 14 | 17 | 34 | 53 | −19 | 35 | Kiesik az EFL Championshipbe       |
| 19.   | Watford Ú (K)           | 38 | 6  | 5  | 27 | 34 | 77 | −43 | 23 | Kiesik az EFL Championshipbe       |
| 20.   | Norwich City Ú (K)      | 38 | 5  | 7  | 26 | 23 | 84 | −61 | 22 | Kiesik az EFL Championshipbe       |

1. ↑  Mivel a Liverpool és a Chelsea, a 2021–2022-es angol labdarúgókupa döntősei bajnoki helyezésük alapján is kvalifikálnak egy európai helyre, így a a kupa győztesének járó Európa-liga helyet a tabellán legjobb pozícióban szereplő, de nemzetközi futballra nem kvalifikáló csapat kapja meg. Ez jelenleg a hatodik helyezett.
2. ↑  Mivel a Liverpool, a 2021–2022-es angol ligakupa győztese bajnoki helyezésük alapján is bejutott egy európai helyre, így a a kupa győztesének járó Konferencia Liga helyet a tabellán legjobb pozícióban szereplő, de nemzetközi futballra nem kvalifikáló csapat kapja meg. Ez jelenleg a hetedik helyezett.

## Eredmények
| Hazai \ Vendég          | ARS | AVL | BRE | BHA | BUR | CHE | CRY | EVE | LEE | LEI | LIV | MCI | MUN | NEW | NOR | SOU | TOT | WAT | WHU | WOL |
| ----------------------- | --- | --- | --- | --- | --- | --- | --- | --- | --- | --- | --- | --- | --- | --- | --- | --- | --- | --- | --- | --- |
| Arsenal                 | —   | 3–1 | 2–1 | 1–2 | 0–0 | 0–2 | 2–2 | 5–1 | 2–1 | 2–0 | 0–2 | 1–2 | 3–1 | 2–0 | 1–0 | 3–0 | 3–1 | 1–0 | 2–0 | 2–1 |
| Aston Villa             | 0–1 | —   | 1–1 | 2–0 | 1–1 | 1–3 | 1–1 | 3–0 | 3–3 | 2–1 | 1–2 | 1–2 | 2–2 | 2–0 | 2–0 | 4–0 | 0–4 | 0–1 | 1–4 | 2–3 |
| Brentford               | 2–0 | 2–1 | —   | 0–1 | 2–0 | 0–1 | 1–1 | 1–0 | 1–2 | 1–2 | 3–3 | 0–1 | 1–3 | 0–2 | 1–2 | 3–0 | 0–0 | 2–1 | 2–0 | 1–2 |
| Brighton & Hove Albion  | 0–0 | 0–2 | 2–0 | —   | 0–3 | 1–1 | 1–1 | 0–2 | 0–0 | 2–1 | 0–2 | 1–4 | 4–0 | 1–1 | 0–0 | 2–2 | 0–2 | 2–0 | 3–1 | 0–1 |
| Burnley                 | 0–1 | 1–3 | 3–1 | 1–2 | —   | 0–4 | 3–3 | 3–2 | 1–1 | 0–2 | 0–1 | 0–2 | 1–1 | 1–2 | 0–0 | 2–0 | 1–0 | 0–0 | 0–0 | 1–0 |
| Chelsea                 | 2–4 | 3–0 | 1–4 | 1–1 | 1–1 | —   | 3–0 | 1–1 | 3–2 | 1–1 | 2–2 | 0–1 | 1–1 | 1–0 | 7–0 | 3–1 | 2–0 | 2–1 | 1–0 | 2–2 |
| Crystal Palace          | 3–0 | 1–2 | 0–0 | 1–1 | 1–1 | 0–1 | —   | 3–1 | 0–0 | 2–2 | 1–3 | 0–0 | 1–0 | 1–1 | 3–0 | 2–2 | 3–0 | 1–0 | 2–3 | 2–0 |
| Everton                 | 2–1 | 0–1 | 2–3 | 2–3 | 3–1 | 1–0 | 3–2 | —   | 3–0 | 1–1 | 1–4 | 0–1 | 1–0 | 1–0 | 2–0 | 3–1 | 0–0 | 2–5 | 0–1 | 0–1 |
| Leeds United            | 1–4 | 0–3 | 2–2 | 1–1 | 3–1 | 0–3 | 1–0 | 2–2 | —   | 1–1 | 0–3 | 0–4 |     | 0–1 | 2–1 | 1–1 | 0–4 | 1–0 | 1–2 | 1–1 |
| Leicester City          | 0–2 | 0–0 | 2–1 | 1–1 | 2–2 | 0–3 | 2–1 | 1–2 | 1–0 | —   | 1–0 | 0–1 | 4–2 | 4–0 | 3–0 | 4–1 | 2–3 | 4–2 | 2–2 | 1–0 |
| Liverpool               | 4–0 | 1–0 | 3–0 | 2–2 | 2–0 | 1–1 | 3–0 | 2–0 | 6–0 | 2–0 | —   | 2–2 | 4–0 | 3–1 | 3–1 | 4–0 | 1–1 | 2–0 | 1–0 | 3–1 |
| Manchester City         | 5–0 | 3–2 | 2–0 | 3–0 | 2–0 | 1–0 | 0–2 | 3–0 | 7–0 | 6–3 | 2–2 | —   | 4–1 | 5–0 | 5–0 | 0–0 | 2–3 | 5–1 | 2–1 | 1–0 |
| Manchester United       | 3–2 | 0–1 | 3–0 | 2–0 | 3–1 | 1–1 | 1–0 | 1–1 | 5–1 | 1–1 | 0–5 | 0–2 | —   | 4–1 | 3–2 | 1–1 | 3–2 | 0–0 | 1–0 | 0–1 |
| Newcastle United        | 2–0 | 1–0 | 3–3 | 2–1 | 1–0 | 0–3 | 1–0 | 3–1 | 1–1 | 2–1 | 0–1 | 0–4 | 1–1 | —   | 1–1 | 2–2 | 2–3 | 1–1 | 2–4 | 1–0 |
| Norwich City            | 0–5 | 0–2 | 1–3 | 0–0 | 2–0 | 1–3 | 1–1 | 2–1 | 1–2 | 1–2 | 0–3 | 0–4 | 0–1 | 0–3 | —   | 2–1 | 0–5 | 1–3 | 0–4 | 0–0 |
| Southampton             | 1–0 | 1–0 | 4–1 | 1–1 | 2–2 | 0–6 | 1–2 | 2–0 | 1–0 | 2–2 | 1–2 | 1–1 | 1–1 | 1–2 | 2–0 | —   | 1–1 | 1–2 | 0–0 | 0–1 |
| Tottenham Hotspur       | 3–0 | 2–1 | 2–0 | 0–1 | 1–0 | 0–3 | 3–0 | 5–0 | 2–1 | 3–1 | 2–2 | 1–0 | 0–3 | 5–1 | 3–0 | 2–3 | —   | 1–0 | 3–1 | 0–2 |
| Watford                 | 2–3 | 3–2 | 1–2 | 0–2 | 1–2 | 1–2 | 1–4 | 0–0 | 0–3 | 1–5 | 0–5 | 1–3 | 4–1 | 1–1 | 0–3 | 0–1 | 0–1 | —   | 1–4 | 0–2 |
| West Ham United         | 1–2 | 2–1 | 1–2 | 1–1 | 1–1 | 3–2 | 2–2 | 2–1 | 2–3 | 4–1 | 3–2 | 2–2 | 1–2 | 1–1 | 2–0 | 2–3 | 1–0 | 1–0 | —   | 1–0 |
| Wolverhampton Wanderers | 0–1 | 2–1 | 0–2 | 0–3 | 0–0 | 0–0 | 0–2 | 2–1 | 2–3 | 2–1 | 0–1 | 1–5 | 0–1 | 2–1 | 1–1 | 3–1 | 0–1 | 4–0 | 1–0 | —   |

### A Covid19-pandémia miatt elhalasztott mérkőzések
- 2021. november 28.
  - Burnley – Tottenham Hotspur (új dátum: 2022. február 23.)[84]
- 2021. december 12.
  - Brighton – Tottenham Hotspur[85] (új dátum: 2022. március 16.)
- 2021. december 14.
  - Brentford – Manchester United[86] (új dátum: 2022. január 19.)[87]
- 2021. december 15.
  - Burnley – Watford[88] (új dátum: 2022. január 18.)[87]
- 2021. december 18.
  - Manchester United – Brighton (új dátum: 2022. február 15.)[89]
  - Leicester City – Tottenham Hotspur (új dátum: 2022. január 19.)[87]
  - Southampton – Brentford (új dátum: 2022. január 11.)[6]
  - Watford – Crystal Palace (új dátum: 2022. február 23.)[90]
  - West Ham United – Norwich (új dátum: 2022. január 12.)[91]
  - Aston Villa – Burnley[92]
- 2021. december 19.
  - Everton – Leicester City[93]
- 2021. december 26.
  - Burnley – Everton[94]
  - Liverpool – Leeds United (új dátum: 2022. február 23.)[95]
  - Wolverhampton Wanderers – Watford[96] (új dátum: 2022. március 10.)
- 2021. december 28.
  - Leeds United – Aston Villa (új dátum: 2022. március 10.)
- 2021. december 30.
  - Everton – Newcastle United[97] (új dátum: 2022. március 17.)
- 2022. január 2.
  - Southampton – Newcastle United (új dátum: 2022. március 10.)
- 2022. január 6.
  - Arsenal – Liverpool (új dátum: 2022. március 16.)
- 2022. január 15.
  - Burnley – Leicester City[98]
- 2022. január 17.
  - Tottenham Hotspur – Arsenal[99]
- 2022. január 18.
  - Burnley – Watford (új dátum: 2022. február 5.)[100]

## Statisztikák

### Gólok
2022. május 22-i adatok alapján.
| Helyezés | Játékos           | Csapat            | Gólok |
| -------- | ----------------- | ----------------- | ----- |
| 1        | Mohamed Szaláh    | Liverpool         | 23    |
| 1        | Szon Hungmin      | Tottenham Hotspur | 23    |
| 3        | Cristiano Ronaldo | Manchester United | 18    |
| 4        | Harry Kane        | Tottenham Hotspur | 16    |
| 5        | Diogo Jota        | Liverpool         | 15    |
| 5        | Sadio Mané        | Liverpool         | 15    |
| 5        | Kevin De Bruyne   | Manchester City   | 15    |
| 5        | Jamie Vardy       | Arsenal           | 15    |
| 9        | Wilfried Zaha     | Crystal Palace    | 14    |
| 10       | Raheem Sterling   | Manchester City   | 13    |

#### Mesterhármasok
| Játékos           | Csapat            | Ellenfél                | Eredmény | Dátum               |
| ----------------- | ----------------- | ----------------------- | -------- | ------------------- |
| Bruno Fernandes   | Manchester United | Leeds United            | 5–1 (H)  | 2021. augusztus 14. |
| Roberto Firmino   | Liverpool         | Watford                 | 5–0 (V)  | 2021. október 16.   |
| Mason Mount       | Chelsea           | Norwich City            | 7–0 (H)  | 2021. október 23.   |
| Joshua King       | Watford           | Everton                 | 5–2 (V)  | 2021. október 23.   |
| Mohamed Szaláh    | Liverpool         | Manchester United       | 5–0 (V)  | 2021. október 24.   |
| Jack Harrison     | Leeds United      | West Ham United         | 3–2 (V)  | 2022. január 16.    |
| Raheem Sterling   | Manchester City   | Norwich City            | 4–0 (V)  | 2022. február 12.   |
| Ivan Toney        | Brentford         | Norwich City            | 3–1 (V)  | 2022. március 5.    |
| Cristiano Ronaldo | Manchester United | Tottenham Hotspur       | 3–2 (H)  | 2022. március 12.   |
| Szon Hungmin      | Tottenham Hotspur | Aston Villa             | 4–0 (V)  | 2022. április 10.   |
| Cristiano Ronaldo | Manchester United | Norwich City            | 3–2 (H)  | 2022. április 16.   |
| Gabriel Jesus4    | Manchester City   | Watford                 | 5–1 (H)  | 2022. április 23.   |
| Kevin De Bruyne4  | Manchester City   | Wolverhampton Wanderers | 5–1 (V)  | 2022. május 11.     |

4 A játékos 4 gólt szerzett

### Gólpasszok
2022. május 22-i adatok alapján.
| Helyezés | Játékos                | Csapat            | Gólpasszok |
| -------- | ---------------------- | ----------------- | ---------- |
| 1        | Mohamed Szaláh         | Liverpool         | 13         |
| 2        | Trent Alexander-Arnold | Liverpool         | 12         |
| 3        | Andrew Robertson       | Liverpool         | 10         |
| 3        | Jarrod Bowen           | West Ham United   | 10         |
| 3        | Mason Mount            | Chelsea           | 10         |
| 3        | Harvey Barnes          | Leicester City    | 10         |
| 7        | Paul Pogba             | Manchester United | 9          |
| 7        | Harry Kane             | Tottenham Hotspur | 9          |
| 7        | Reece James            | Chelsea           | 9          |
| 10       | Dejan Kulusevski       | Tottenham Hotspur | 8          |
| 10       | Gabriel Jesus          | Manchester City   | 8          |
| 10       | Michail Antonio        | West Ham United   | 8          |
| 10       | Kevin De Bruyne        | Manchester City   | 8          |
| 10       | James Maddison         | Leicester City    | 8          |

### Kapott gól nélküli meccsek
2022. május 19-i adatok alapján.
| Helyezés | Játékos           | Csapat                   | Mérkőzések száma |
| -------- | ----------------- | ------------------------ | ---------------- |
| 1        | Alisson           | Liverpool                | 20               |
| 1        | Ederson           | Manchester City          | 20               |
| 3        | Hugo Lloris       | Tottenham Hotspur        | 16               |
| 4        | Édouard Mendy     | Chelsea                  | 14               |
| 5        | Aaron Ramsdale    | Arsenal                  | 12               |
| 6        | José Sá           | Wolverhampton Wanderers  | 11               |
| 6        | Emiliano Martínez | Aston Villa              | 11               |
| 6        | Robert Sánchez    | Brighton and Hove Albion | 11               |
| 6        | Vicente Guaita    | Crystal Palace           | 11               |
| 10       | Nick Pope         | Burnley                  | 9                |

### Egyéb

#### Játékos
- Legtöbb sárga lap: 11[117]
  -  Junior Firpo (Leeds United)
  -  Tyrone Mings (Aston Villa)
  -  James Tarkowski (Burnley)
- Legtöbb piros lap: 2[118]
  -  Ezri Konsa (Aston Villa)
  -  Raúl Jiménez (Wolverhampton Wanderers)

#### Csapat
- Legtöbb sárga lap: 101[119]
  - Leeds United
- Legtöbb piros lap: 6[120]
  - Everton

## Díjak

### Hónap díjai
| Hónap      | A hónap edzője      | A hónap edzője          | A hónap játékosa       | A hónap játékosa  | A hónap gólja       | A hónap gólja     | Források                |
| Hónap      | Menedzser           | Csapat                  | Játékos                | Csapat            | Játékos             | Csapat            | Források                |
| ---------- | ------------------- | ----------------------- | ---------------------- | ----------------- | ------------------- | ----------------- | ----------------------- |
| Augusztus  | Nuno Espírito Santo | Tottenham Hotspur       | Michail Antonio        | West Ham United   | Danny Ings          | Aston Villa       | [ 121 ] [ 122 ] [ 123 ] |
| Szeptember | Mikel Arteta        | Arsenal                 | Cristiano Ronaldo      | Manchester United | Andros Townsend     | Everton           | [ 124 ] [ 125 ] [ 126 ] |
| Október    | Thomas Tuchel       | Chelsea                 | Mohamed Szaláh         | Liverpool         | Mohamed Szaláh      | Liverpool         | [ 127 ] [ 128 ] [ 129 ] |
| November   | Pep Guardiola       | Manchester City         | Trent Alexander-Arnold | Liverpool         | Rodri               | Manchester City   | [ 130 ] [ 131 ] [ 132 ] |
| December   | Pep Guardiola       | Manchester City         | Raheem Sterling        | Manchester City   | Alexandre Lacazette | Arsenal           | [ 133 ] [ 134 ] [ 135 ] |
| Január     | Bruno Lage          | Wolverhampton Wanderers | David de Gea           | Manchester United | Mateo Kovačić       | Chelsea           | [ 136 ] [ 137 ] [ 138 ] |
| Február    | Eddie Howe          | Newcastle               | Joël Matip             | Liverpool         | Wilfried Zaha       | Crystal Palace    | [ 139 ] [ 140 ] [ 141 ] |
| Március    | Mikel Arteta        | Arsenal                 | Harry Kane             | Tottenham Hotspur | Cristiano Ronaldo   | Manchester United | [ 142 ] [ 143 ] [ 144 ] |
| Április    | Mike Jackson        | Burnley                 | Cristiano Ronaldo      | Manchester United | Miguel Almirón      | Newcastle         | [ 145 ] [ 146 ] [ 147 ] |

### Éves díjak
| Díj                      | Játékos         | Csapat          |
| ------------------------ | --------------- | --------------- |
| A szezon játékosa        | Kevin De Bruyne | Manchester City |
| A szezon fiatal játékosa | Phil Foden      | Manchester City |
| FWA Az év labdarúgója    | Mohamed Szaláh  | Liverpool       |